# 銀虎
銀虎（2005年6月－2018年9月17日）是一隻中國搜救犬，隸屬昆明市公安消防支队搜救犬中队，於2006年7月至2015年間服役。因在汶川大地震的搜救行動中立功，獲授「汶川抗震救灾英雄犬」之稱號。

## 生平
出生於2005年6月，雄性，屬昆明犬的「狼青」品种，其父親昆英是昆明市公安消防支隊搜救犬中隊首批引進的搜救犬之一，母亲茜茜則為該中隊當時唯一一隻繁殖母犬。訓導員杨晋給牠取名為「銀虎」。
銀虎於2006年7月通過考核，正式開始服役，先後參與2009年昭通威信泥石流、2009年楚雄姚安地震、2008年四川汶川地震、2010年昭通巧家泥石流、2011年德宏盈江地震等多次救災行動。2008年汶川地震中，銀虎同其餘六隻搜救犬赴災區進行為期十天的搜救，在此間成功定位了206名被埋压的民眾。
銀虎於2015年退役，在昆明消防搜救犬基地度過餘生。多年來的救災工作給牠留下不少傷痕，晚年時先後被診斷出患有肺心病、脊椎变形背部凸起、关节炎、骨质增生等疾病。2018年9月17日去世，享年13歲。其遺體將被製為標本以作紀念。

## 榮譽
- 2006年，昆明全犬种展评及训练比赛，服从性比赛亚军[5]。
- 2007年，昆明全犬种展评及训练比赛，服从性比赛冠军[5]。
- 2007年8月，中央电视台《状元360》，消防搜救犬大赛亚军[5]。
- 2007年11月，全国工作犬年度总决赛（於南京举行），服从性比赛第三名[5]。
- 2008年，昆明全犬种展评及训练比赛，服从性比赛冠军[5]。
- 2008年6月6日，獲云南消防总队授予「汶川抗震救灾英雄犬」稱號（與其餘六隻搜救犬同時同時獲授此稱號）[6]。
- 2009年，昆明全犬种展评及训练比赛，服从性比赛亚军[5]。